# ザハール・ブロン
ザハール・ヌーヒモヴィチ・ブロン（ロシア語: Захар Нухимович Брон；ロシア語ラテン翻字: Zakhar Nukhimovich Bron、1947年12月17日 - ）は、カザフスタン・ウラリスク出身、ロシア育ち、
スイス在住のヴァイオリニスト。欧米ではロシアのヴァイオリニスト、スイス在住の世界的指導者と認知されている。

## 経歴
1947年、カザフ・ソビエト社会主義共和国・ウラリスクで生まれた。オデッサの音楽学校に学んだ後、1960～1966年にグネーシン音楽大学でボリス・ゴールドシュタインに、1966～1971年にモスクワ音楽院でイーゴリ・オイストラフに、それぞれ師事した。
1971～1974年には同音楽院でオイストラフの助手を務めた後、ノヴォシビルスク音楽院で教鞭をとり、1989年にはリューベック音楽院の教授、以後、ロンドン王立音楽アカデミー、ロッテルダム音楽院、ソフィア王妃音楽大学（マドリード）などでもヴァイオリンを教えた。
2002年にはチャイコフスキー国際コンクール、2004年にはジュネーヴ国際音楽コンクールの審査員も務めた。
指導者としての力量が国際的に著名で、現在は、ケルン音楽院、チューリッヒ音楽院教授を務めており、彼のスイスの私塾は「ザハール・ブロン・ヴァイオリン ・アカデミー」と呼ばれている。
主な門下生には、ヴァディム・レーピン、マキシム・ヴェンゲーロフ、エルジャン・クリバエフら、日本人では樫本大進、庄司紗矢香、川久保賜紀、神尾真由子、木嶋真優などがいる。

## 受賞歴
- 1971年、エリザベート王妃国際音楽コンクール第12位
- 1977年、ヴィエニアフスキ国際ヴァイオリン・コンクール入賞